# Anahata

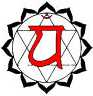
Het Vierde Chakra voorgesteld met twaalf bloembladen. De zaadlettergreep in het midden is hram. De tattva (heilige waarheid) is het element lucht.

Anahata (अनाहत) is Sanskriet voor ongebroken, ongeschonden en is het vierde chakra volgens de tradities binnen het hindoeïsme en yoga, waarbinnen chakra's lichamelijke, emotionele en spirituele componenten bevatten.
Anahata bevindt zich bij het hart en vormt het centrum van de mens en wordt gezien als de verbinding tussen de onderste drie chakra's van de instincten met de bovenste drie chakra's van het hogere, menselijke bewustzijn.

## Betekenis

### Lichamelijk
Dit chakra hoort bij het hart, de longen en de ademhaling. Een stabiele bloedsomloop, een sterk hart, een gezond hartritme en een diepe ontspannen ademhaling zouden erop duiden dat dit hartchakra in balans is. Een verlaging van het energieniveau van dit chakra zou zich uiten via allergie, astma en infectiegevoeligheid.
Het 'etherische' chakra ligt in de hartstreek 'in een kleine holle ruimte, zo groot als de top van een pink of een kleine witte druif.' Het is het 'subtiele hart' en de woonplaats van jivatma (de individuele ziel), maar ook van citta ('denkstof') en ahamkára (het 'ik-besef', eigenwaan). Het is zo groot als 'het bovenlid van de duim van een baby, is ovaal van vorm en lichtend.' Met het 'goddelijke oog' (Ajna-chakra) is het chakra voor de geoefende yogi te zien. Er zijn vijf rondten, van buiten naar binnen: Brahman, ijle prakriti, subtiel prana, ahamkára, citta en Atman vormt het middelpunt. 

### Emotioneel
Het vierde chakra wordt gezien als het energetische centrum van liefde, medeleven, menselijkheid en geborgenheid, dat zorgt voor een liefdevol en ondersteunend contact met de ander en voert van het ik-bewustzijn naar het wij-bewustzijn.

## Spiritueel
Het hart is de zetel van jiva(atman), hritpurusha (de ziel verblijvend in het hart) en in India beschouwt men het hart als 'de tempel des Heren'. Patanjali Maharshi (grote rishi) zegt: 'Door meditatie op het hart wordt het Atman gerealiseerd' (Yoga soetra's, III-34).

### Symbolisch
Anahata wordt geassocieerd met de volgende symbolen:
- Goden: Vayu, Isha and Kakini
- Element: lucht
- Dier: antilope
- Lichaamsdelen: hart, huid
- Planeet: Venus

## Alternatieve namen
- Tantra's: Anahata-Puri, Dwadasha, Dwadashadala, H'idayambhoja, Hridabja, Hridambhoja, Hridambuja, Hridaya, Hridaya Kamala, Hridayabja, Hridayambuja, Hridayasarasija, Hrit Padma, Hritpankaja, Hritpankeruha, Hritpatra, Hritsaroruha, Padma-Sundara, Suryasangkhyadala
- Veda's (latere Upanishads): Dwadashara Chakra, Fourth Chakra, Hridaya Chakra